# Geert Pastoor
Geert Pastoor (Nijeveen, 21 februari 1897 – Meppel, 2 januari 1971) was een Nederlands politicus van de CHU.
Hij was volontair bij de gemeentesecretarie van Nijeveen en werd in 1920 ambtenaar ter secretarie bij de gemeente de Wijk. Vervolgens maakte hij de overstap naar de gemeente Ruinerwold waar hij vanaf 1922 de waarnemend gemeentesecretaris was. Pastoor werd in 1929 zowel secretaris van het waterschap Weg door de Oosterboer als gemeentesecretaris van Ruinerwold. In 1946 volgde zijn benoeming tot burgemeester van Wanneperveen. In verband met ziekte van W.H. van den Berg was Pastoor begin 1954 daarnaast nog enkele maanden waarnemend burgemeester van Blokzijl. Later dat jaar werd hij de burgemeester van Oldemarkt en daarnaast was hij vanaf 1960 enige tijd waarnemend burgemeester van de gemeenten Kuinre en Blankenham. Hij ging in 1962 met pensioen en overleed in 1971 op 73-jarige leeftijd.
Zijn zoon Jan Pastoor was eveneens burgemeester maar ook Eerste Kamerlid.